# 2017
2017 (MMXVII) var ett normalår som började en söndag i den gregorianska kalendern.

## Händelser
- Århus (Danmark) och Pafos (Cypern) är Europas kulturhuvudstäder under året.

### Januari

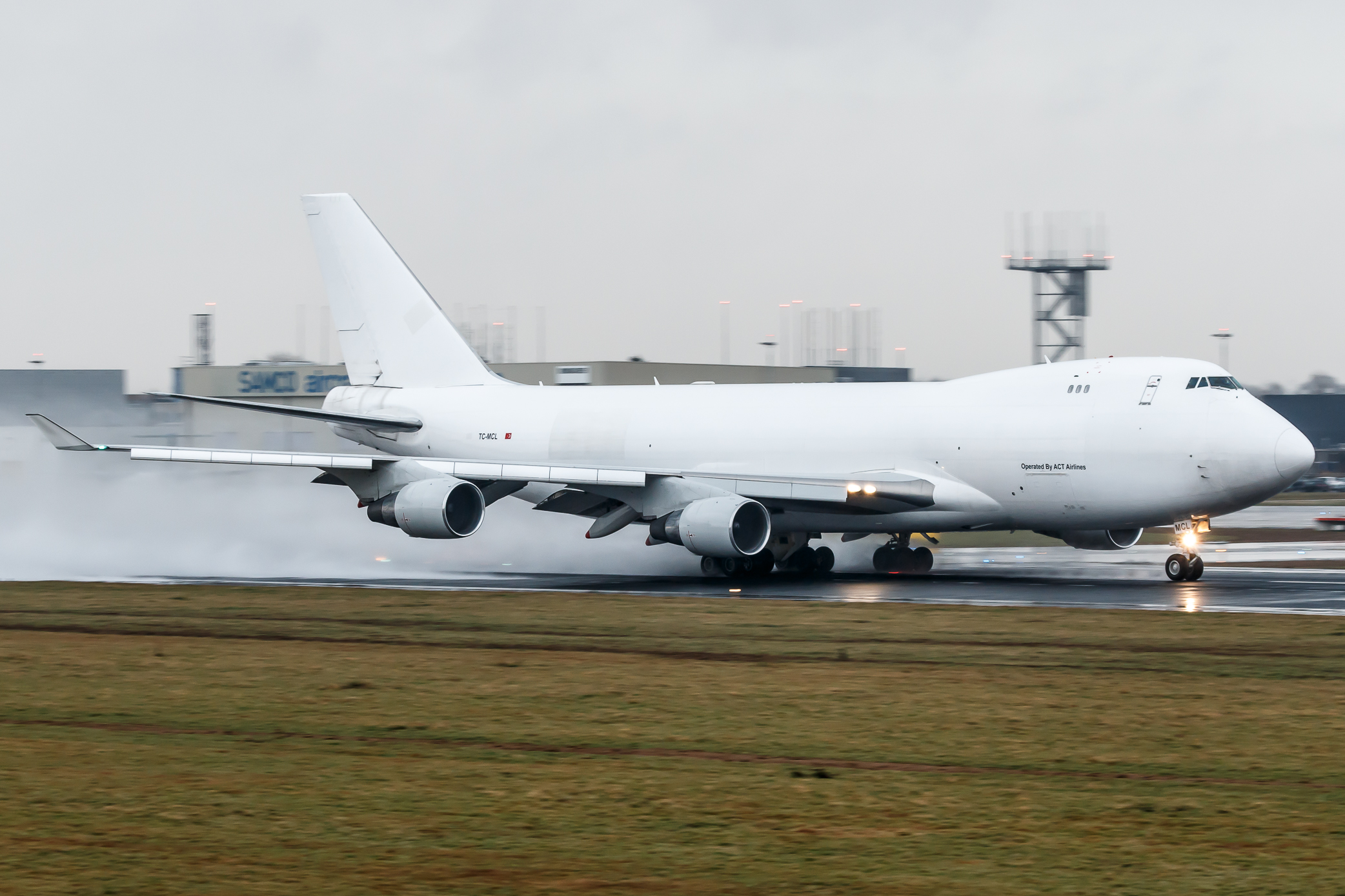
Turkish Airlines Flight 6491

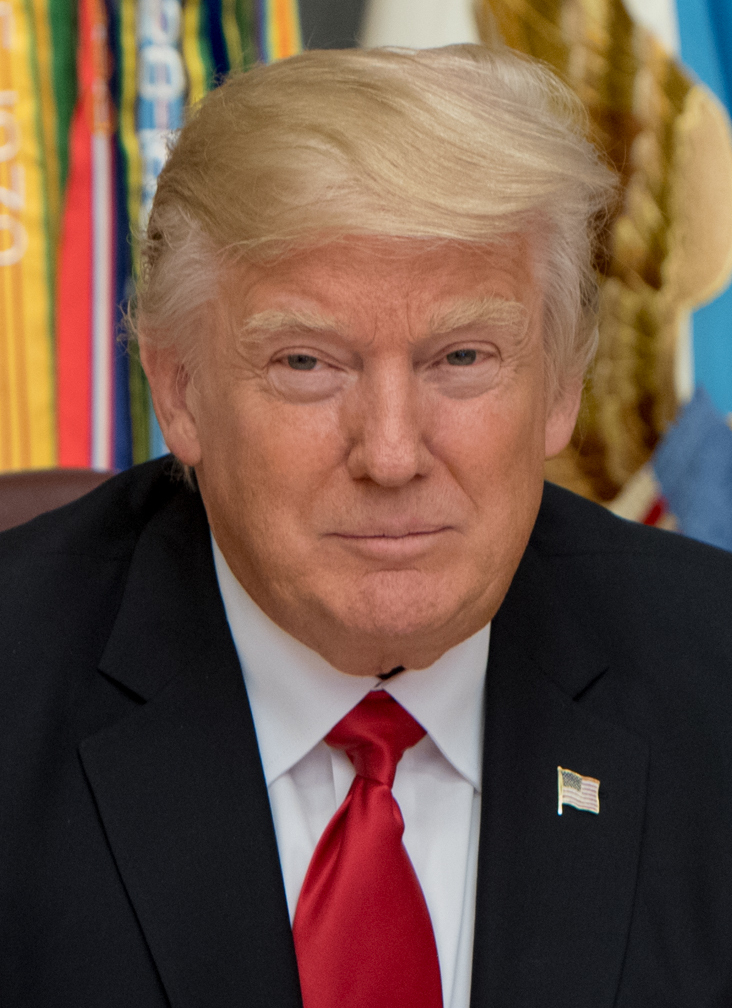
Donald Trump tillträder som USA:s 45:e president efter Barack Obama.

- En köldvåg råder i hela Europa under första halvan av denna månad.

- 1 januari
  - 39 dödas och 69 skadas vid ett terrorattentat mot en nattklubb i Istanbul, Turkiet.
  - António Guterres efterträder Ban Ki-moon som FN:s generalsekreterare.
- 2 januari – 60 personer dödas i ett fängelseuppror i Manaus, Brasilien.
- 6 januari – Fem personer dödas och åtta skadas när en man går till attack med ett skjutvapen på Fort Lauderdale–Hollywood International Airport, USA.
- 8 januari – Fem personer dödas och 17 skadas när en lastbil kör in i en folkmassa i Jerusalem i en förmodad terrorattack.[1]
- 9 januari – En hel familj på två vuxna och 4 barn hittas döda i ett hus sydväst om Randers, Danmark.[2]
- 12 januari – En 16-årig pojke skjuts till döds vid en busshållplats i Rosengård, Malmö.[3]
- 16 januari – 37 personer dödas och 15 skadas då Turkish Airlines Flight 6491 havererar i ett bostadsområde i Bisjkek, Kirgizistan.
- 19 januari – Adama Barrow svärs in som president i Gambia.
- 20 januari
  - Donald Trump tillträder som USA:s president efter Barack Obama.
  - Sveriges befolkning når 10 miljoner.
- 21 januari – Women's March on Washington hålls efter Donald Trumps tillträdande som USA:s president.
- 27 januari
  - Storbritanniens premiärminister Theresa May blir den första internationella ledaren att besöka USA:s nyligen tillträdda president Donald Trump i Vita huset.
  - Donald Trump undertecknar en presidentorder som tillfälligt stoppar medborgare från sju länder i Afrika och Mellanöstern att resa in till USA. Även syriska flyktingar nekas inresetillstånd under obestämd tid.
- 29 januari – Sex personer dödas och 17 skadas vid ett terrorattentat mot en moske i Québec, Kanada.
- 31 januari
  - I Rumänien genomförs stora protester mot korruption inom regeringen Grindeanu.
  - Angela Merkel är på officiellt besök i Sverige.

### Februari
- 1 februari – Det brittiska underhuset röstar för att ge regeringen befogenhet att lämna in en utträdesansökan till Europeiska unionen, till följd av folkomröstningen om Storbritanniens medlemskap i EU den 23 juni 2016.
- 3 februari
  - USA:s president Donald Trump beordrar en översyn av Dodd–Frank Act i syfte att utreda möjligheterna för avregleringar inom finanssektorn.[4]
  - Det inreseförbud som USA:s president Donald Trump skrev på 27 januari upphävs av en federal domare.
- 8 februari – Mohamed Abdullahi Mohamed vinner presidentvalet i Somalia.
- 10 februari – Tre män hittas döda i en villa i Skivarp.[5]
- 13 februari – Kim Jong-nam, son till Nordkoreas f.d. ledare Kim Jong-il och halvbror till den nuvarande ledaren Kim Jong-un, mördas på en flygplats i Kuala Lumpur i Malaysia av vad som tros är nordkoreanska agenter.
- 20 februari – Ett upplopp utbryter i Stockholmsförorten Rinkeby. Polisen avlossar skott och flera bilar ska ha bränts upp i samband med händelsen.[6]
- 27 februari – Förenta nationerna förklarar hungersnöd i Sydsudan och några dagar senare i Somalia.[7]

### Mars
- 3 mars – Spelkonsolen Nintendo Switch släpps.
- 8 mars – Kända turistmålet Azurfönstret på ön Gozo i Malta kollapsar under en storm.
- 10 mars – Sydkoreas president Park Geun-hye avsätts och ställs inför riksrätt anklagad för korruption.
- 11 mars – Tonläget mellan Turkiet och flera EU-länder hårdnar. Nederländernas ambassad i Turkiet spärras av och ambassadören förklaras persona non grata som ett svar på Nederländernas skarpa reaktion på att Turkiets president Erdogan kallat landet för ”fascister och efterföljare till nazisterna”.[8]
- 15 mars – Parlamentsval hålls i Nederländerna.
- 22 mars
  - I slaget om Mosul hittas en massgrav där terrorgruppen Islamiska staten avrättat tusentals personer.[9]
  - Sex personer dödas och 40 skadas vid ett terrorattentat vid Westminster Bridge i London, Storbritannien.
- 26 mars
  - Minst 700 personer grips i landsomfattande demonstrationer mot Rysslands president Vladimir Putin och korruption i landet.
  - Parlamentsval hålls i Bulgarien.
- 27 mars – databasen Arctic World Archive startar
- 29 mars – Storbritannien anmäler sin avsikt att utträda ur Europeiska unionen till Europeiska rådet.
- 30 mars – SpaceX utför världens första återanvändning av en raket som befunnit sig i omloppsbana.[10][11]

### April

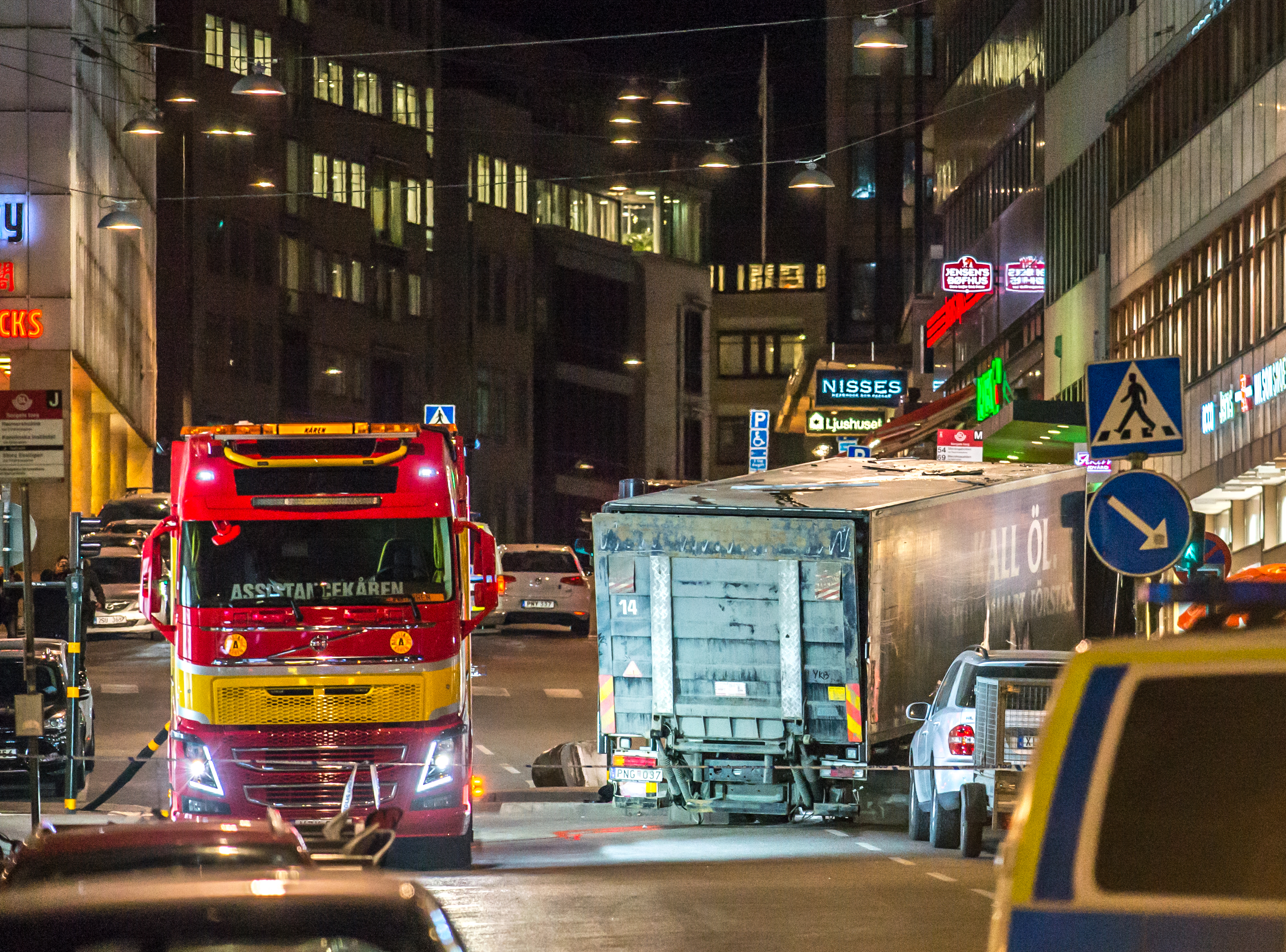
Attentatet i Stockholm 2017

- 1 april – Över 200 dödas i jordskred i Colombia och Peru.
- 2 april
  - Tre dödas och ett 30-tal skadas i en bussolycka på E45 i Härjedalen mellan Sveg och Fågelsjö. Passagerarna var ungdomar som skulle på skidresa.
  - Aleksandar Vučić vinner presidentvalet i Serbien.
- 3 april – 15 dödas och 64 skadas i en explosion i Sankt Petersburgs tunnelbana. Händelsen klassas som en terroristattack.
- 4 april – Minst hundra personer kvävs till döds efter en flygattack med giftgas i syriska Idlibprovinsen.
- 7 april
  - En kapad lastbil kör in i en folkmassa på Drottninggatan i Stockholm i hög hastighet ända tills lastbilen kraschar in i entrén till varuhuset Åhléns City. 3 personer omkommer omedelbart. Ytterligare 2 personer avlider på sjukhus, en samma dag och en tre veckor senare. 15 skadas varav 9 allvarligt.
  - USA genomför en omfattande attack med kryssningsrobotar av typen Tomahawk mot flygfältet Shayrat i närheten av Homs, kontrollerat av den syriska regeringen, efter den kemiska attack den 4 april som USA påstår att den syriska regeringen begick.[12] Attacken ska ha slagit ut stora delar av flygbasen, och minst sju syriska soldater dödas.
- 13 april – Den amerikanska militären fäller för första gången en GBU-43/B-bomb, vid namnet Massive Ordnance Air Blast (MOAB). Det är den största konventionella bomb som USA någonsin har använt i strid. Målet var ett av terrorgruppen Islamiska statens (IS) tunnelsystem i Afghanistan[13]. Bomben dödar 94 IS-soldater, varav fyra kommendörkaptener[14].
- 14 april – Kinas utrikesminister Wang Yi varnar att en militär konflikt gällande Nordkorea kan bryta ut ”i vilken stund som helst”. Varningen kommer efter att USA:s president Donald Trump lovat att ta itu med ”problemet” Nordkorea[15].
- 15 april - Över 126 personer dödas i ett attentat mot en busskolonn i Aleppo, Syrien.[16]
- 16 april – Vid folkomröstningen om ny konstitution i Turkiet vinner ja-sidan, som vill ge president Recep Tayyip Erdoğan ökad makt genom införande av presidentstyre.
- 20 april – Två personer dödas och tre skadas i en terrorattack mot polis vid Champs-Élysées, Paris, Frankrike.[17]
- 22 april - Nordkorea hotar Australien med en kärnvapenattack sedan USA:s vicepresident Mike Pence besökt landet.
- 23 april – Första omgången av presidentvalet äger rum i Frankrike, där Emmanuel Macron och Marine Le Pen står som segrare och går vidare till en andra valomgång den 7 maj.
- 27 april – Ole Petter Ottersen utses av Sveriges regering till rektor vid Karolinska institutet.
- 29 april – Tillgången till Wikipedia är helt blockerad i Turkiet.

### Maj

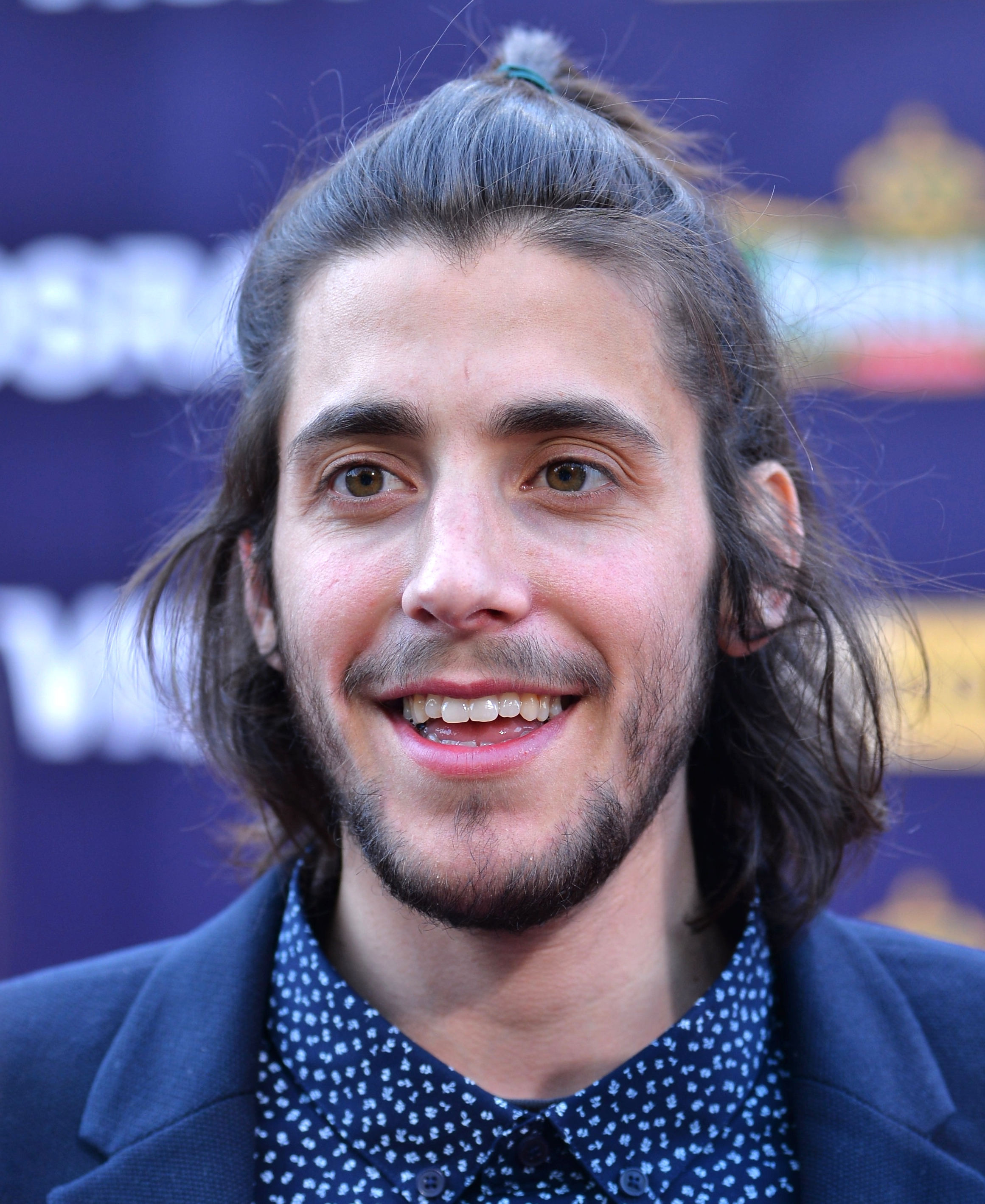
Salvador Sobral, vinnare av Eurovision Song Contest 2017.

- 7 maj – I andra omgången av presidentvalet i Frankrike segrar Emmanuel Macron över Marine Le Pen.
- 9–13 maj –  Musiktävlingen Eurovision Song Contest 2017 äger rum i International Exhibition Centre i Kiev, Ukraina.Vinnare detta år blev Salvador Sobral, som representerade Portugal med sitt bidrag Amar pelos dois, och som slutade på 758 poäng efter omröstningen.
- 12 maj – En stor hackerattack infekterar 230 000 datorer i 150 länder. Det är den största hackerattacken som inträffat någonsin.
- 14 maj – Emmanuel Macron tillträder som Frankrikes president.
- 21 maj – USA:s president Donald Trump och första dam Melania Trump besöker Saudiarabien och Israel.[18]
- 22 maj
  - Donald Trump blir den första sittande amerikanska presidenten att besöka Västra muren i Jerusalem.[19]
  - 23 personer dödas och 139 skadas vid ett terrorattentat efter en konsert med sångerskan Ariana Grande i Manchester, Storbritannien.
- 26–27 maj – Ett G7-möte äger rum i Taormina, Italien.
- 31 maj – 90 personer dödas och 463 skadas när en bilbomb detonerar i centrala Kabul, Afghanistan.

### Juni

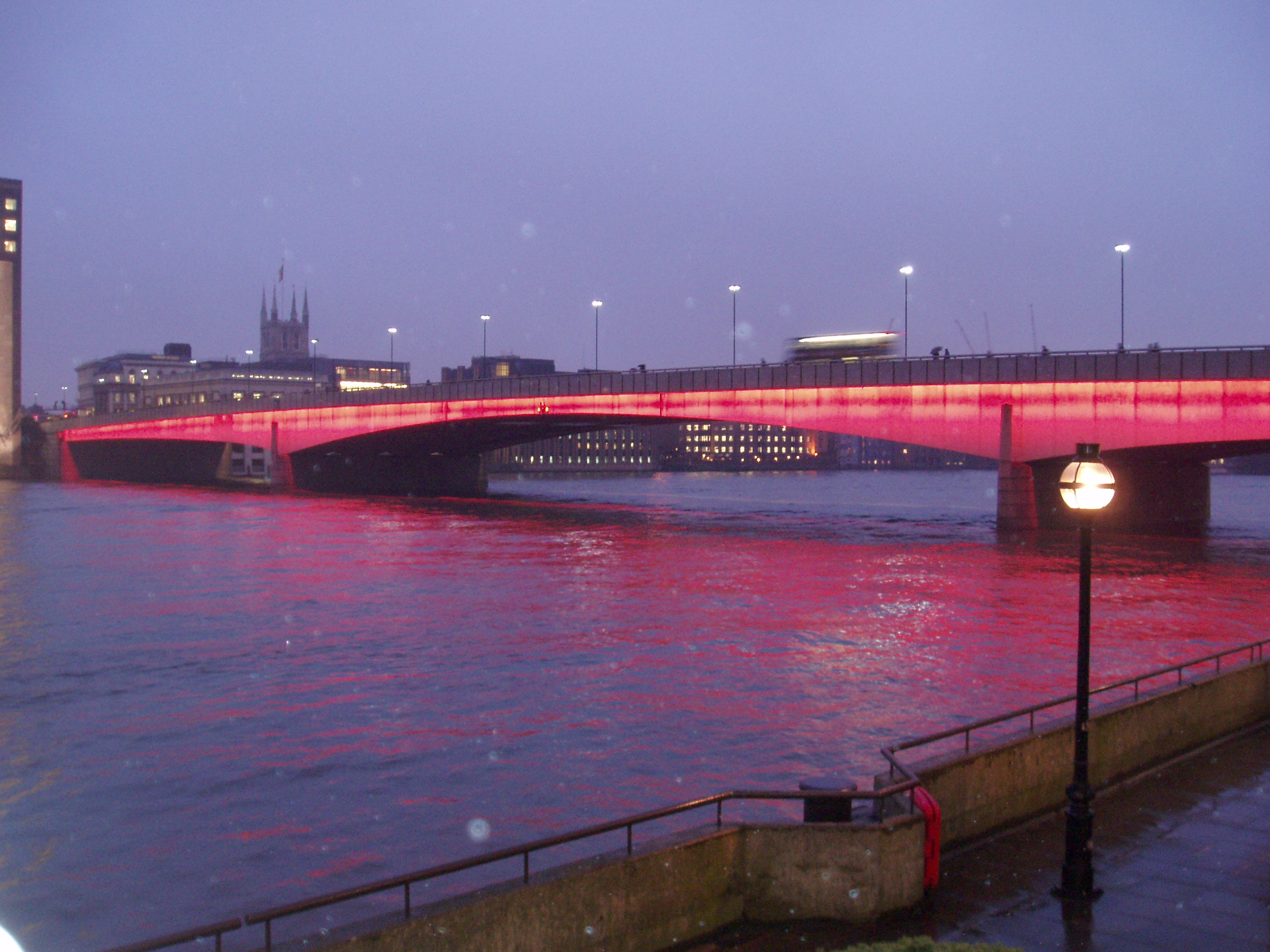
Attentatet vid London Bridge.

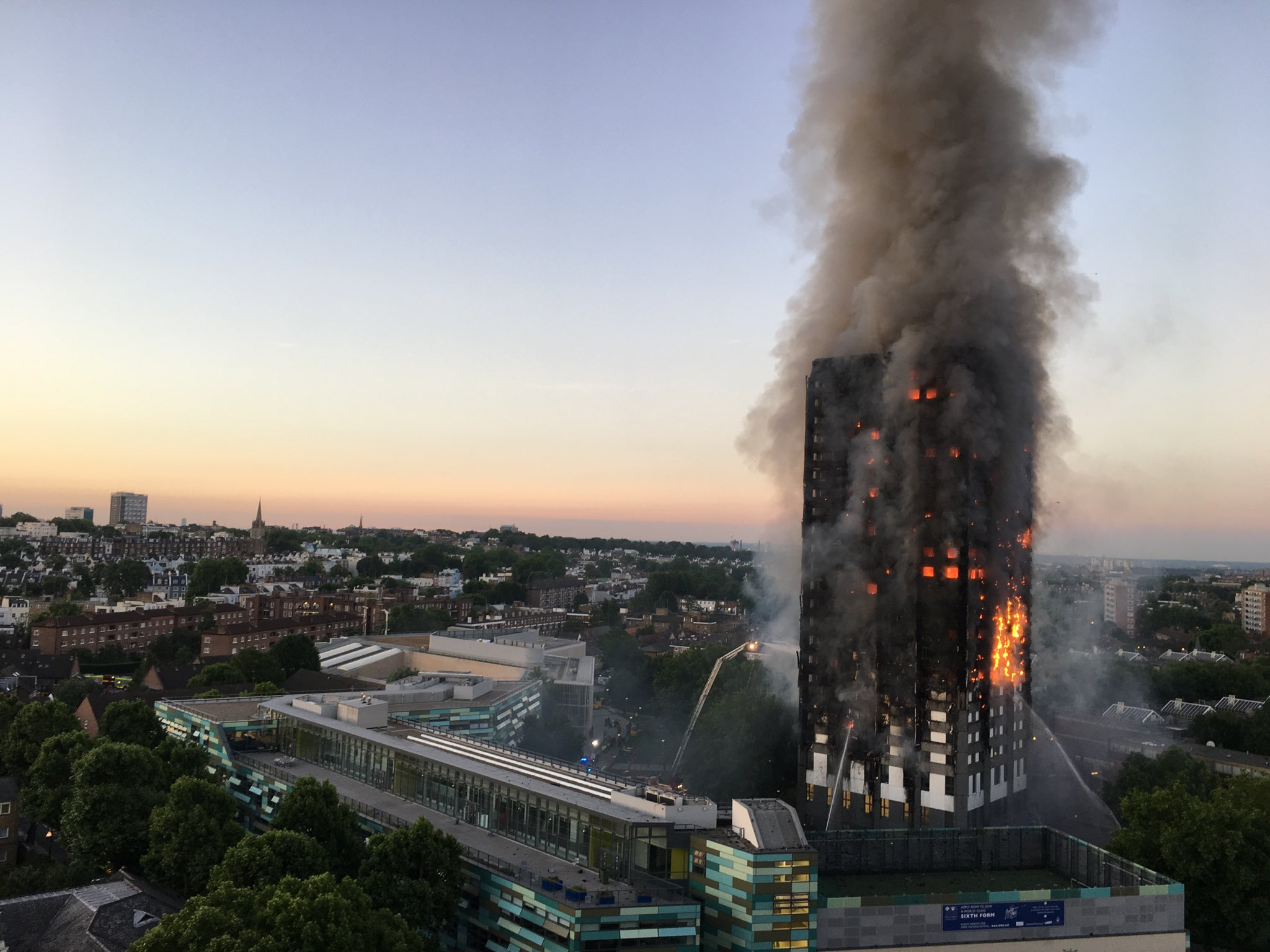
Branden i Grenfell Tower

- 1 juni – Donald Trumps administration väljer att ställa USA utanför Parisavtalet, vars syfte är att motverka antropogena klimatförändringar.
- 3 juni – Sju personer dödas och 48 skadas vid två koordinerade terrorattacker vid London Bridge i London, Storbritannien.
- 5 juni
  - Qatariska diplomatiska krisen påbörjas.
  - Montenegro går med i Nato.
- 6 juni – ar-Raqqa, Islamiska statens huvudfäste, börjar bombas av den USA-stödda kurdisk-arabiska alliansen Syriska demokratiska styrkorna.
- 7 juni – 17 personer dödas och runt 43 skadas i två terrordåd riktade mot allmänna platser i Teheran, Iran.
- 8 juni – Parlamentsval hålls i Storbritannien och leder till att Konservativa partiet förlorar sin majoritet, men fortsätter att vara största parti.
- 10 juni – Jussi Halla-aho väljs till partiordförande för Sannfinländarna.
- 14 juni
  - 71 personer omkommer då en brand bryter ut i hyreshuset Grenfell Tower i London, Storbritannien.
  - En person dödas och 6 skadas i ett attentat mot republikanska kongressmän i Alexandria, Virginia, USA.
- 17 juni – 61 personer dödas och ett flertal skadas i samband med skogsbränder i centrala Portugal.[20]
- 19 juni
  - En person dödas och 10 skadas då en skåpbil kör in i en folkmassa vid en moské i London, Storbritannien.
  - I ett försök till terrordåd kör en personbil in i en polisbil vid Champs-Élysées, Paris, Frankrike[21]
- 21 juni – Al-Nurimoskén förstörs under slaget om Mosul.
- 25 juni – 150 personer dödas och 117 skadas när en tankbil exploderar på en motorväg vid Ahmedpur, Pakistan.
- 26 juni – Det inreseförbud som USA:s president Donald Trump skrev på den 27 januari 2017 och som sedan upphävdes av en federal domare den 3 februari 2017, prövas i USA:s högsta domstol som finner att inreseförbudet är i enlighet med USA:s konstitution och ska börja gälla.[22]
- 28 juni - Anders Arborelius blir kardinal inom den romersk-katolska kyrkan.

### Juli

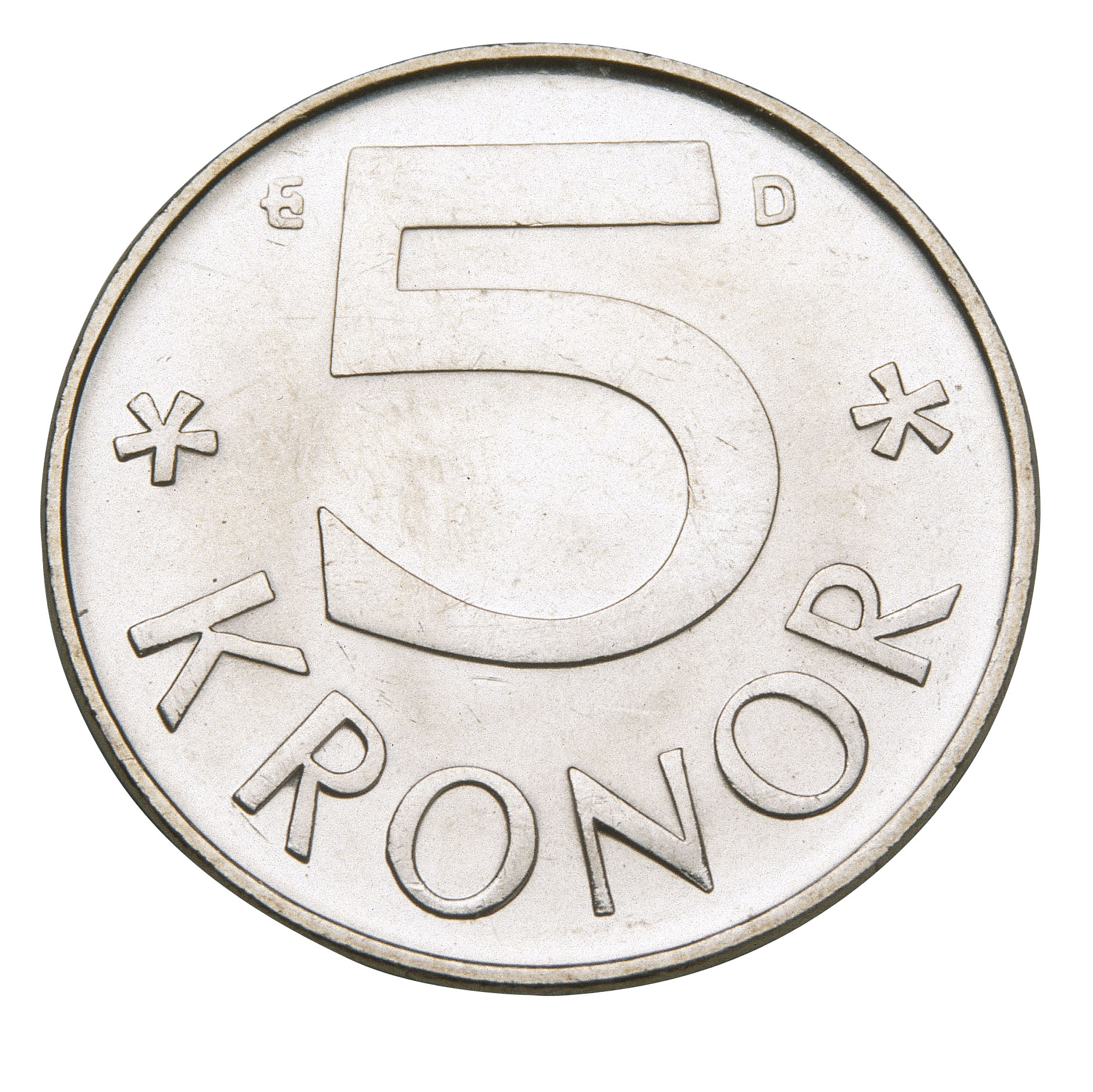
En gammal svensk femkrona, ogiltig sedan 1 juli 2017

- 1 juli – Gamla svenska mynt blir ogiltiga, liksom de sista äldre svenska sedlarna. Detta är ett sista steg i utbytet av svenska mynt och sedlar.
- 6 juli – Media avslöjar att Transportstyrelsens f.d. generaldirektör Maria Ågren fått ett strafföreläggande för att ha röjt sekretessbelagda uppgifter; en dryg vecka senare framkommer det att i stort sett hela Transportstyrelsens IT-miljö gjorts tillgänglig för icke säkerhetskontrollerad personal.
- 10 juli
  - Citybanan i Stockholm invigs.
  - Iraks armé segrar i slaget om Mosul.
- 12 juli – Brasiliens f.d. president Lula da Silva döms till 9,5 års fängelse för korruption.
- 21 juli – Två personer dödas och över 500 skadas i ett jordskalv med efterföljande tsunami på magnituden 6.7. Skalvet sker mellan Bodrum, Turkiet och Kos, Grekland.
- 27 juli – Inrikesminister Anders Ygeman och infrastrukturminister Anna Johansson lämnar regeringen till följd av skandalen kring Transportstyrelsens IT-upphandling.

### Augusti

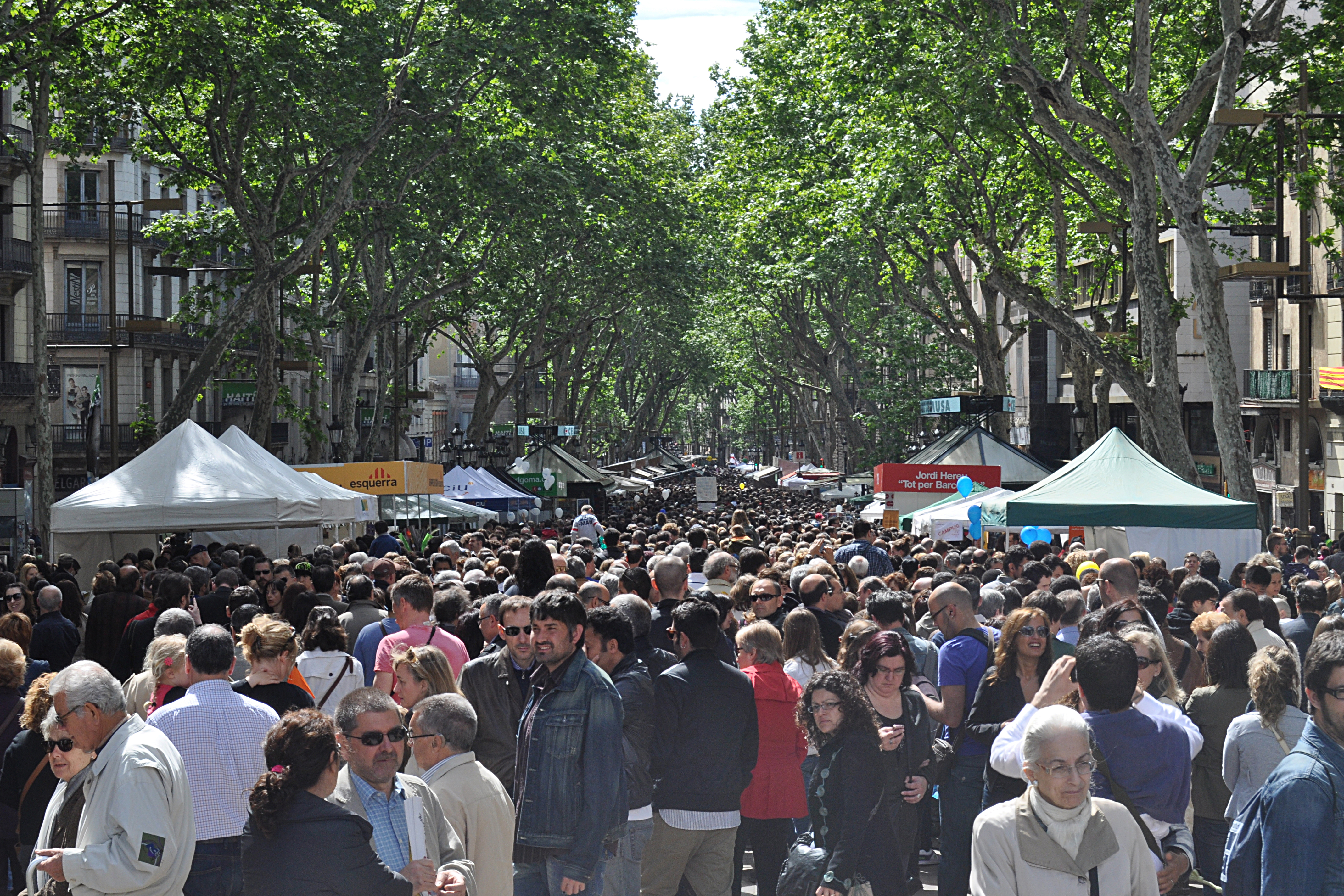
Attentatet i Katalonien 2017

- 8 augusti – President- och parlamentsval hålls i Kenya. Valet följs av oroligheter.
- 9 augusti – Sex personer skadas vid en terrorattack i Levallois-Perret, Frankrike.
- 11 augusti – Minst 36 personer dödas i en tågolycka vid Alexandria, Egypten,
- 12 augusti – En person dödas och 24 skadas när en bil kör in i en grupp motdemonstranter som protesterar mot den högerextrema demonstrationen Unite the Right Rally i Charlottesville, USA.
- 14 augusti – Minst 312 personer omkommer vid ett jordskred i Sierra Leone.
- 17 augusti – 13 personer dödas och över 130 skadas när en skåpbil kör på människor på den populära paradgatan La Rambla i Barcelona, Spanien.
- 18 augusti – Två personer dödas och åtta skadas vid en knivattack i centrala Åbo, Finland.
- 25 augusti – Anna Kinberg Batra meddelar sin avgång som Moderaternas partiledare.
- 27 augusti – Orkanen Harvey skapar stor förödelse då den drar in över Texas, USA.

### September

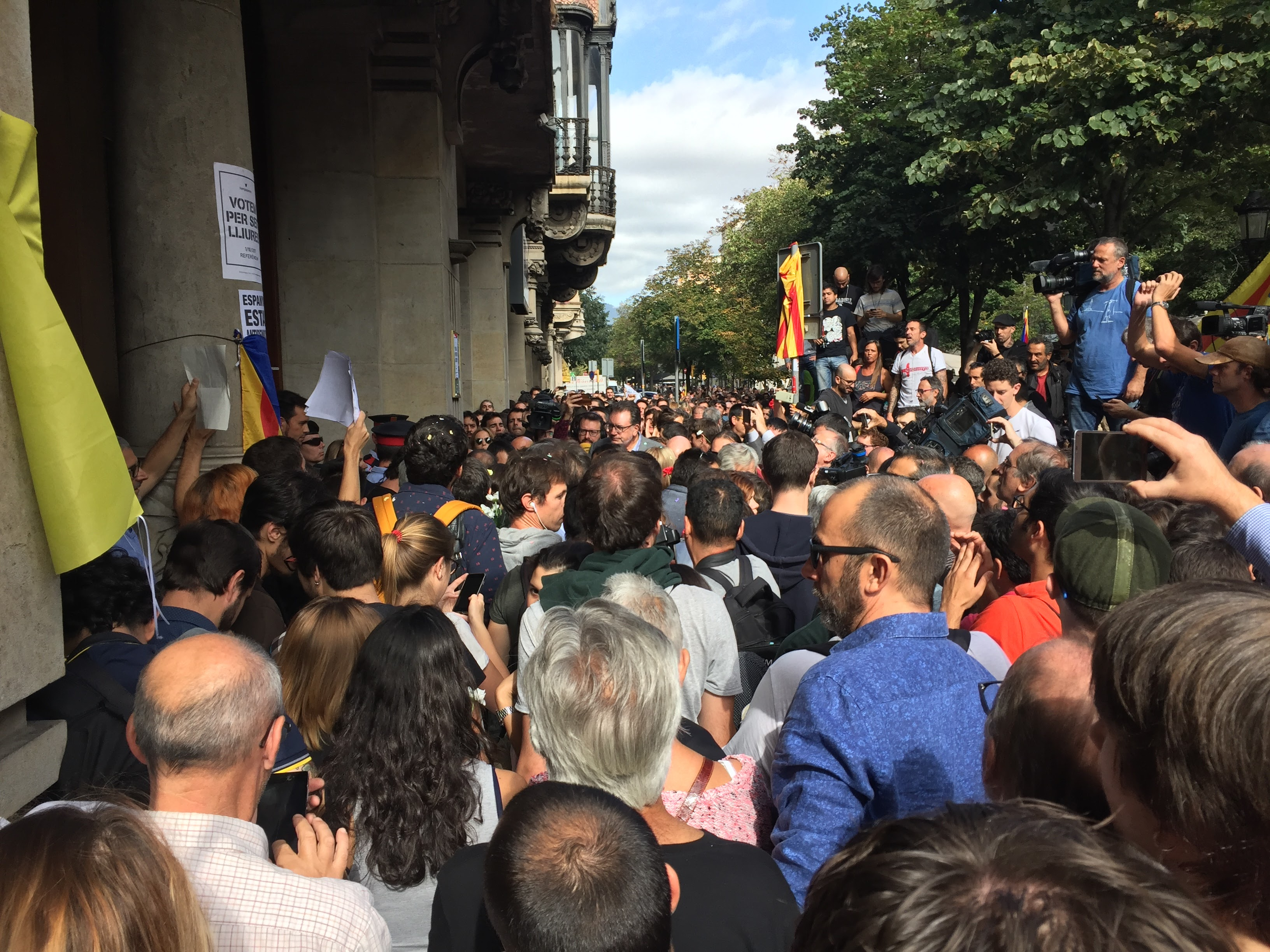
Spaniens konstitutionella kris 2017.

- 1 september – Ryssland utvisar 755 diplomater i protest mot USA:s sanktioner mot landet.
- 3 september – Nordkorea genomför ett kärnvapentest i landets norra delar som orsakar en jordbävning på magnituden 6,3. Testsprängningen bedöms vara åtta gånger kraftigare än atombomben över Hiroshima.
- 5 september
  - Orkanen Irma skapar stor förödelse då den drar in över de karibiska öarna (Antigua och Barbuda, Saint Martin, Saint Barthelemy, Amerikanska Jungfruöarna, Puerto Rico och Kuba).
  - Världshälsoorganisationen larmar om 600 000 fall av kolera i det krigsdrabbade Jemen.[23]
- 7 september – Minst 61 personer dödas och hundratals skadas i en jordbävning utanför Mexiko som har magnituden 8,1.
- 10 september – Orkanen Irma når USA.
- 11 september – Val till norska stortinget hålls och Erna Solbergs högerkoalition sitter kvar vid makten.
- 15 september – 30 personer skadas i en terroristattack på tunnelbanestationen Parsons Green i London, Storbritannien.
- 17 september – Kyrkoval hölls i Sverige.
- 18 september – Orkanen Maria drar in över Karibien.
- 19 september – USA:s president Donald Trump håller sitt första tal inför FN:s generalförsamling.[24]
- 20 september – Minst 230 personer omkommer och över 800 personer skadas i en jordbävning i centrala Mexiko med magnituden 7,1.
- 22 september – Operation Anubis, den spanska polisens tillslag mot Kataloniens regionstyre, leder till stora demonstrationer i bland annat Barcelona.
- 23 september - Parlamentsval hålls i Nya Zeeland.
- 24 september – Förbundsdagsval hålls i Tyskland.[25]
- 27 september – Ett beslut tas om att kvinnor får tillåtelse att köra bil i Saudiarabien.

### Oktober
- 1 oktober

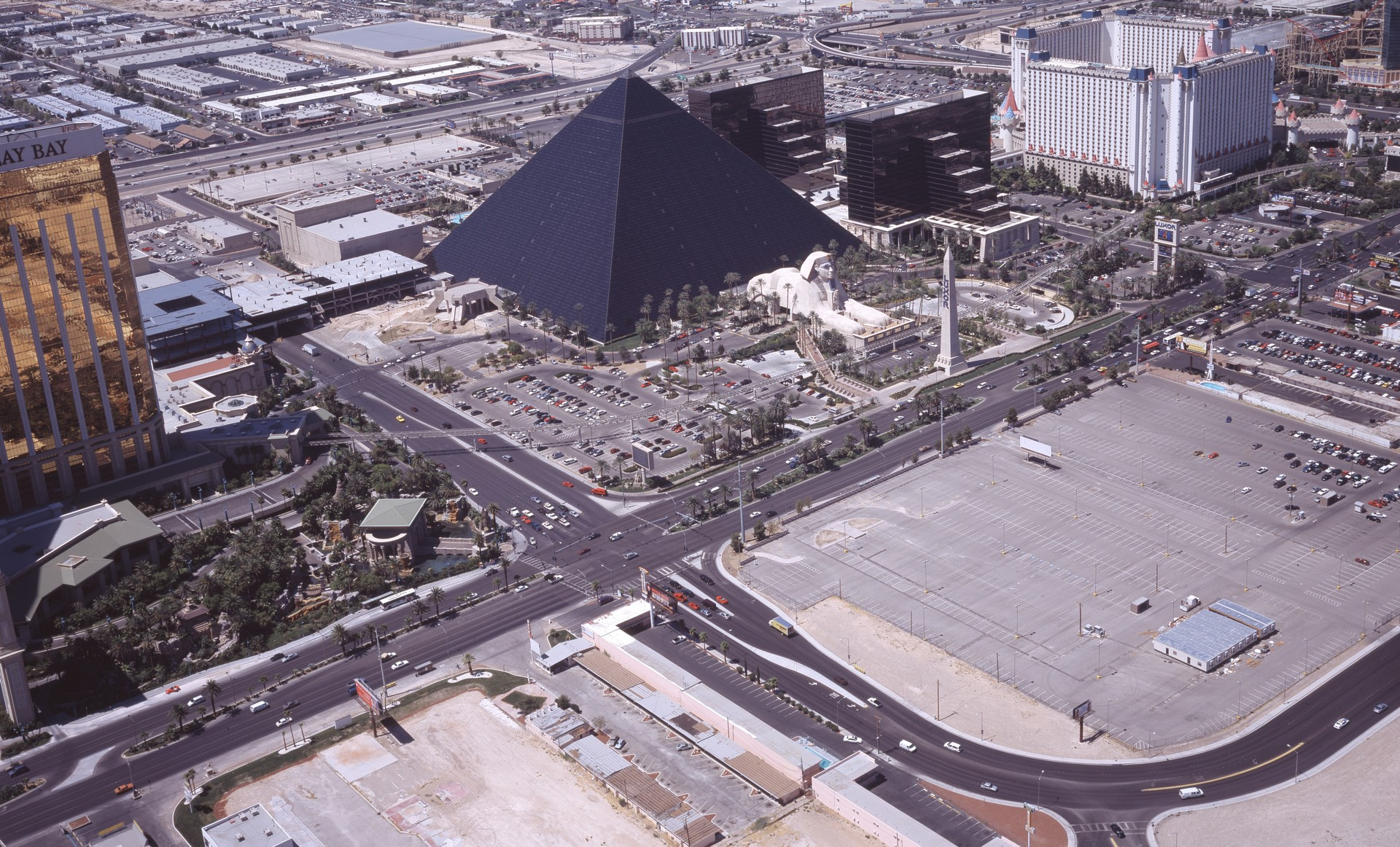
Masskjutningen i Las Vegas 2017

Republiken Katalonien

  - Ulf Kristersson väljs till ny partiledare för Moderaterna efter Anna Kinberg Batra.
  - Katalonien håller en folkomröstning om självständighet trots att Spaniens regering inte tillåter det.
  - 58 personer dödas och över 500 skadas i en masskjutning under en konsert i Las Vegas, USA.
- 8 oktober – Allvarliga skogsbränder härjar i Kalifornien.
- 12 oktober – USA och Israel lämnar Unesco.
- 14 oktober – Minst 587 personer dödas och 316 skadas vid en terrorattack i Mogadishu, Somalia, den femte dödligaste terrorattacken någonsin.
- 17 oktober – ar-Raqqa, Islamiska statens huvudfäste, befrias av de Syriska demokratiska styrkorna.
- 14 oktober – Den amerikanska filmproducenten Harvey Weinstein utesluts ur Amerikanska filmakademien efter anklagelser om våldtäkt och sexuella trakasserier, vilket leder till de uppmärksamma #metoo-kampanjen.
- 24 oktober – Kinesiska myndigheter meddelar att den svenska författaren Gui Minhai har släppts fri efter att ha varit frihetsberövad sedan oktober 2015.
- 26 oktober – Jacinda Ardern tillträder som Nya Zeelands nya premiärminister efter Bill English.
- 27 oktober – Katalonien utropar sig självständigt, och som följd upphäver den spanska staten regionens självstyre.
- 28 oktober - Alltingsval hålls i Island.
- 31 oktober
  - Republiken Kataloniens självständighet upphävs då spanska myndigheter tar kontroll över regionen. Regionpresidenten Carles Puigdemont flyr till Bryssel i exil.
  - Åtta personer dödas och 11 skadas i en terrorattack då en skåpbil kör över folk i New York, USA.

### November

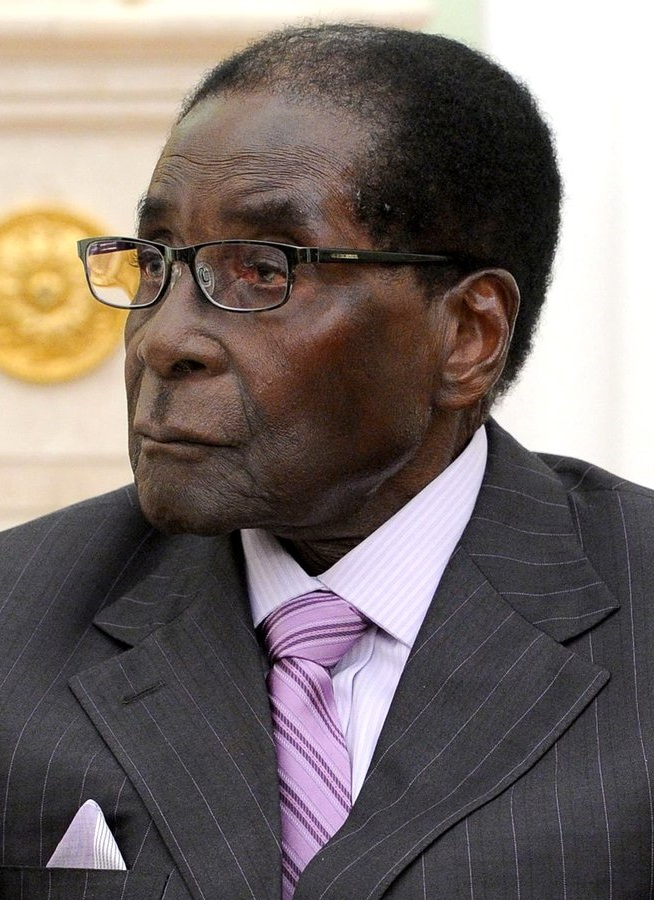
Robert Mugabe

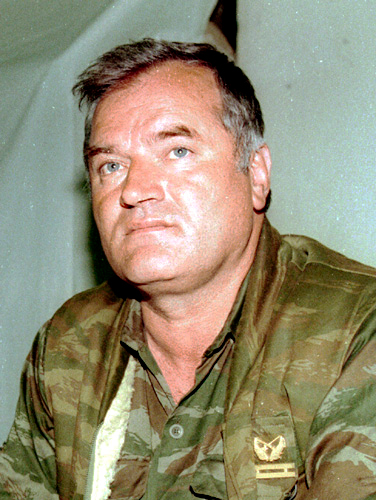
Ratko Mladić

- 1 november – Affärsmannen Osman Kavala greps i Turkiet.
- 5 november
  - 27 personer dödas och 20 skadas vid en masskjutning i en baptistkyrka i Sutherland Springs, USA.
  - Paradisläckan offentliggörs.
- 12 november – Minst 540 personer omkommer och minst 8 435 skadas i en jordbävning i Irak och Iran med magnituden 7,3.
- 14 november – #metoo-kampanjen mot sexuellt våld, övergrepp och trakasserier mot kvinnor fortsätter då svenska kvinnliga skådespelare, sångare och jurister gör nya upprop under hashtaggar som #tystnadtagning, #visjungerut och #medvilkenrätt.
- 15 november – En militärkupp äger rum i Zimbabwe.
- 21 november – Zimbabwes president Robert Mugabe avgår till följd av militärkuppen i landet.
- 22 november – Den bosnienserbiske f.d. generalen Ratko Mladić döms till livstids fängelse för bland annat Srebrenicamassakern i Internationella krigsförbrytartribunalen för det forna Jugoslavien i Haag.
- 24 november
  - Emmerson Mnangagwa tillträder som Zimbabwes president efter Robert Mugabe.
  - Minst 235 personer dödas i en attack mot en moské på norra Sinaihalvön i Egypten.
- 29 november – Den bosnienkroatiske krigsförbrytaren Slobodan Praljak avlider efter att under rättegången i Internationella krigsförbrytartribunalen för det forna Jugoslavien i Haag druckit en flaska gift då hans dom lästes upp.
- 30 november - Katrín Jakobsdóttir tillträder som Islands statsminister.

### December

Finland, 100 år som självständigt.

- 4 december – Jemens f.d. president Ali Abdullah Saleh dödas under slaget om Sanaa.
- 6 december
  - Finlands självständighet firas, 100 år efter att den deklarerades.
  - USA:s president Donald Trump erkänner Jerusalem som Israels huvudstad, vilket leder till oroligheter och protester i Palestina.[26]
- 8 december – Sångaren Chris Kläfford vinner finalen av Idol 2017 i Globen, Stockholm. Hanna Ferm kommer tvåa.
- 9 december – Iraks premiärminister Haider al-Abadi tillkännager att kriget mot Islamiska staten är över i landet.
- 10 december - Nobelprisen delas ut i Oslo och Stockholm.
- 11 december - 4 personer skadas i ett bombdåd vid en bussterminal i New York, USA.
- 12 december
  - Demokraten Doug Jones vinner oväntat ett fyllnadsval till senaten i USA.
  - Medicinteknikföretaget Arjo AB introduceras på Stockholmsbörsen.
- 13 december – Star Wars: The Last Jedi har Sverigepremiär. Filmen är den åttonde i Star Wars-serien.
- 14 december
  - Dubai Camel Hospital, världens första specialiserade kamelsjukhus, invigs i Dubai.
  - Tvistemålet i HQ-rättegångarna avgörs i Stockholms tingsrätt.
- 21 december
  - 19 personer skadas då en bil kör in i en folkmassa i Melbourne, Australien. Det bedöms inte vara en terrorattack.
  - Självständighetspartierna behåller majoriteten efter nyvalet till Kataloniens parlament.
- 22 december
  - USA:s president Donald Trump signerar skattereformen Tax Cuts and Jobs Act of 2017, som innebär de största skattesänkningarna sedan 1980-talet i USA.
  - En kraftig storm sveper in över Filippinerna.
- 28 december – En serie demonstrationer påbörjas i Iran.
- 30 december – Travhästen Alfas da Vinci, körd av Björn Goop, avlider efter en olycka i ett travlopp på Vincennesbanan utanför Paris i Frankrike.[27]

## Födda
- 31 augusti - prins Gabriel, svensk prins, son till prins Carl Philip och prinsessan Sofia.

## Avlidna
För mer information se artikeln Avlidna 2017.

### Januari

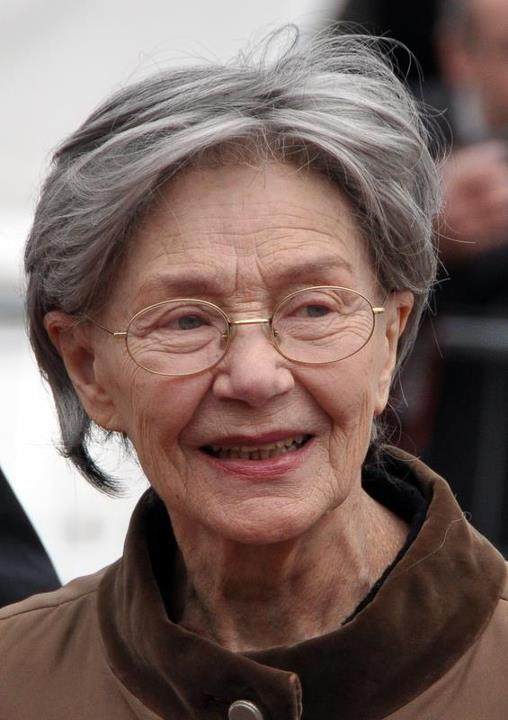
Den franska skådespelaren Emmanuelle Riva avled 27 januari, 89 år gammal.

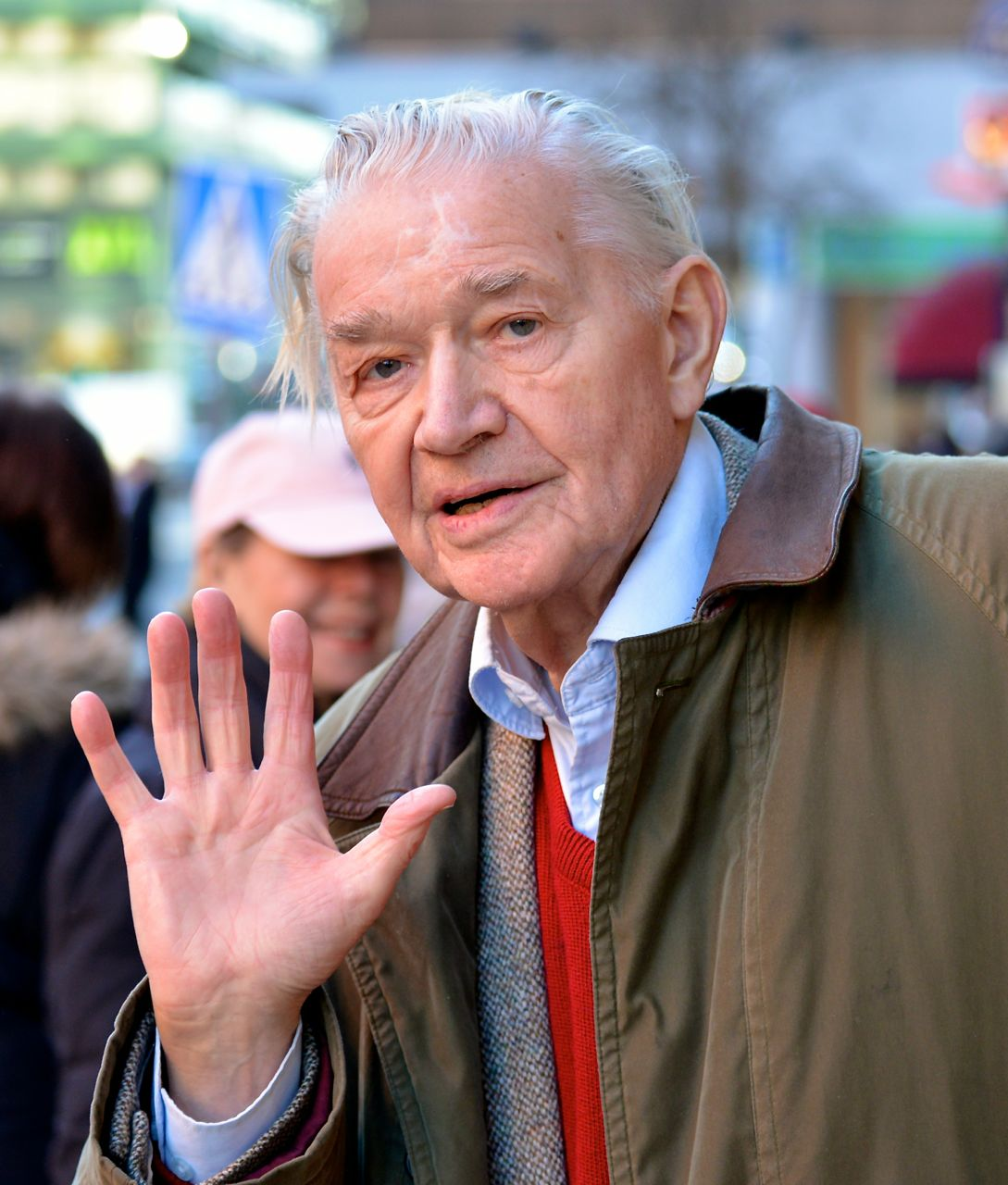
Den svenske fotografen Lennart Nilsson avled 28 januari, 94 år gammal.

- 1 januari – Derek Parfit, 74, brittisk filosof
- 2 januari – John Berger, 90, brittisk författare, målare och konstkritiker
- 6 januari – Om Puri, 66, indisk skådespelare
- 7 januari – Mário Soares, 92, portugisisk politiker, Portugals premiärminister 1976–1978 och 1983–1985, president 1986–1996
- 8 januari
  - James Mancham, 77, seychellisk politiker, Seychellernas president 1976–1977
  - Nicolai Gedda, 91, svensk operasångare
- 9 januari – Zygmunt Bauman, 91, polsk-brittisk sociolog
- 10 januari
  - Roman Herzog, 82, tysk politiker, Tysklands förbundspresident 1994–1999
  - Oliver Smithies, 91, brittisk biolog och biokemist, Nobelpristagare i fysiologi eller medicin 2007
- 15 januari – Marianne Westman, 88, svensk formgivare, keramiker och textildesigner
- 16 januari – Eugene Cernan, 82, amerikansk astronaut
- 18 januari – Peter Abrahams, 97, sydafrikansk författare
- 19 januari – Miguel Ferrer, 61, amerikansk skådespelare (Twin Peaks)
- 23 januari – Gorden Kaye, 75, brittisk skådespelare ('Allå, 'allå, 'emliga armén)
- 25 januari
  - Siewert Öholm, 77, svensk journalist, TV-programledare och debattör
  - Mary Tyler Moore, 80, amerikansk skådespelare
- 27 januari
  - John Hurt, 77, brittisk skådespelare
  - Emmanuelle Riva, 89, fransk skådespelare
- 28 januari – Lennart Nilsson, 94, svensk fotograf

### Februari
- 1 februari

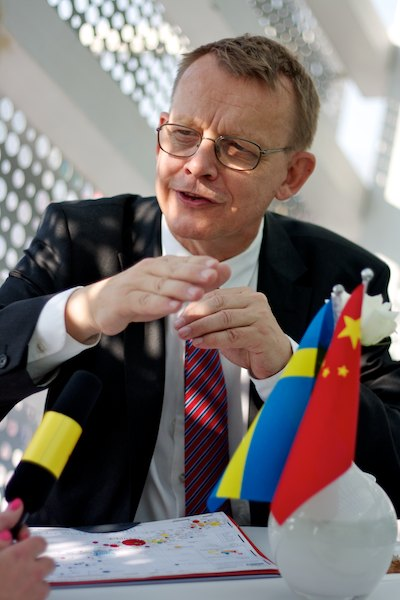
Hans Rosling, svensk professor i internationell hälsa, avled den 7 februari, 68 år gammal.

  - Lars-Erik Berenett, 74, svensk skådespelare
  - Stig Grybe, 88, svensk skådespelare
- 5 februari – Björn Granath, 70, svensk skådespelare
- 7 februari
  - Hans Rosling, 68, svensk professor i internationell hälsa[28]
  - Svend Asmussen, 100, dansk jazzviolinist och kompositör
- 8 februari – Peter Mansfield, 83, brittisk fysiker, Nobelpristagare i fysiologi eller medicin 2003
- 12 februari – Al Jarreau, 76, amerikansk jazz- och R&B-sångare
- 14 februari – Margareta B. Kjellin, 68, svensk politiker (Moderaterna), riksdagsledamot sedan 2006
- 17 februari – Börge Hellström, 59, svensk författare
- 18 februari – Norma McCorvey, 69, amerikansk kristen politisk aktivist
- 21 februari – Kenneth Arrow, 95, amerikansk ekonom, mottagare av Sveriges Riksbanks pris i ekonomisk vetenskap till Alfred Nobels minne 1972
- 25 februari – Bill Paxton, 61, amerikansk skådespelare och regissör
- 28 februari – Vladimir Petrov, 69, rysk (sovjetisk) ishockeyspelare

### Mars
- 3 mars

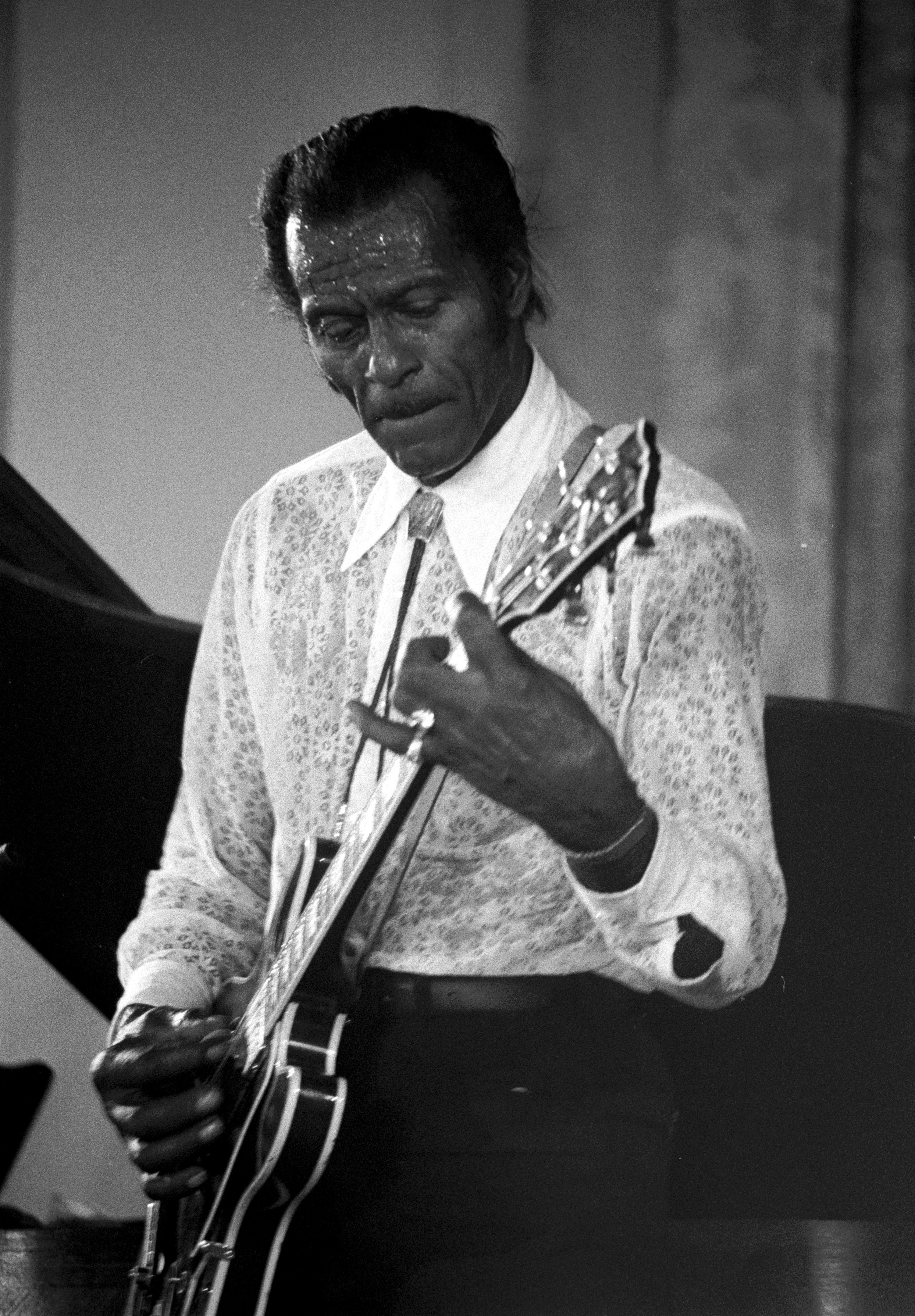
Den amerikanske rock 'n' roll-sångaren Chuck Berry avled 18 mars, 90 år gammal.

  - Raymond Kopa, 85, fransk fotbollsspelare.
  - René Préval, 74, haitisk politiker, Haitis president 1996–2001 och 2006–2011
- 6 mars – Lars Diedricson, 55, svensk låtskrivare
- 7 mars – Hans G. Dehmelt, 94, tysk-amerikansk fysiker, Nobelpristagare i fysik 1989
- 8 mars – George A. Olah, 89, ungersk-amerikansk kemist, Nobelpristagare i kemi 1994
- 16 mars – Torgny Lindgren, 78, svensk författare, ledamot av Svenska Akademien
- 17 mars – Derek Walcott, 87, luciansk författare, poet och dramatiker, Nobelpristagare i litteratur 1992
- 18 mars – Chuck Berry, 90, amerikansk rock 'n' roll-sångare, musiker och låtskrivare
- 20 mars – David Rockefeller, 101, amerikansk bank- och finansman
- 21 mars
  - Martin McGuinness, 66, brittisk Sinn Féin-politiker, biträdande försteminister i Nordirland sedan 2007
  - Colin Dexter, 86, brittisk författare (Kommissarie Morse)
- 22 mars – Sven-Erik Magnusson, 74, svensk sångare och musiker (Sven-Ingvars)
- 29 mars – Alexej A. Abrikosov, 88, rysk-amerikansk fysiker, Nobelpristagare i fysik 2003
- 31 mars – Halit Akçatepe, 79, turkisk skådespelare

### April
- 1 april
  - Gösta Ekman, 77, svensk skådespelare och regissör
  - Jevgenij Jevtusjenko, 83, rysk (sovjetisk) författare och poet
- 3 april – John Chrispinsson, 60, svensk journalist
- 6 april – Don Rickles, 90, amerikansk komiker och skådespelare
- 11 april – Niclas Silfverschiöld, 82, svensk friherre, make till prinsessan Désirée
- 15 april – Emma Morano, 117, italiensk kvinna, världens äldsta människa och den sista människan född på 1800-talet
- 20 april – Olle Björling, 79, svensk skådespelare (Någonstans i Sverige, Hedebyborna)
- 23 april – Inga Ålenius, 78, svensk skådespelare (Hem till byn)
- 26 april – Jonathan Demme, 73, amerikansk filmregissör, manusförfattare och filmproducentJames Bond-skådespelaren Roger Moore avled 23 maj, 89 år gammal. Här ett foto från 1973.

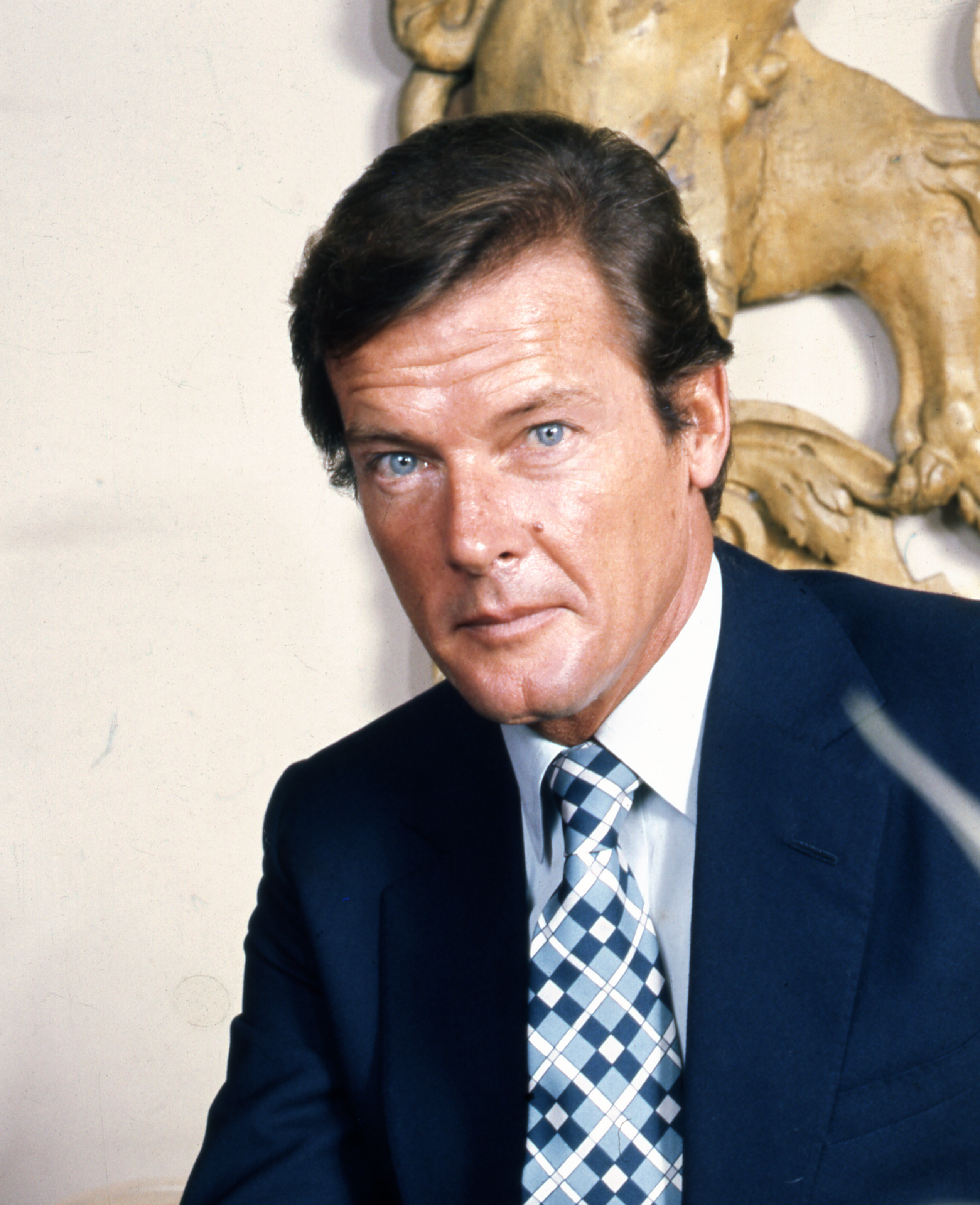
James Bond-skådespelaren Roger Moore avled 23 maj, 89 år gammal. Här ett foto från 1973.

### Maj
- 2 maj – Heinz Kessler, 97, tysk politiker och militär, Östtysklands försvarsminister 1985–1989
- 12 maj – Mauno Koivisto, 93, finländsk politiker, Finlands statsminister 1968–1970 och 1979–1982, president 1982–1994
- 18 maj – Chris Cornell, 52, amerikansk musiker, vokalist och gitarrist i Soundgarden och vokalist i Audioslave
- 23 maj – Roger Moore, 89, brittisk skådespelare
- 24 maj – Ragna Nyblom, 87, svensk skådespelare och TV-personlighet
- 26 maj – Zbigniew Brzezinski, 89, polsk-amerikansk diplomat och statsvetare
- 27 maj – Gregg Allman, 69, amerikansk musiker (The Allman Brothers Band)
- 29 maj – Manuel Noriega, 83, panamansk militär, Panamas de facto diktator 1983–1989

### Juni
- 1 juni – Rosa Taikon, 90, svensk silversmed, samhällsdebattör och aktivist för romers rättigheter
- 9 juni – Adam West, 88, amerikansk skådespelare
- 13 juni – Ulf Stark, 72, svensk författare
- 16 juni – Helmut Kohl, 87, tysk politiker, Tysklands förbundskansler 1982–1998
- 17 juni – Baldwin Lonsdale, 67, vanuatisk politiker, Vanuatus president sedan 2014
- 24 juni
  - Nils ”Dubbel-Nisse” Nilsson, 81, svensk ishockeyspelare
  - Mats Johansson, 65, svensk journalist och politiker (Moderaterna), riksdagsledamot 2006–2014
  - Monica Nordquist, 76, svensk skådespelare
- 26 juni – Alice Trolle-Wachtmeister, 91, svensk grevinna, överhovmästarinna och statsfru
- 27 juni – Michael Nyqvist, 56, svensk skådespelare och författare
- 30 juni – Simone Veil, 89, fransk jurist och politiker, Frankrikes hälsominister 1974–1979 och 1993–1995

### Juli
- 6 juli – Håkan Carlqvist, 63, svensk motocrossförare, bragdguldmedaljör 1983
- 10 juli – Berndt Öst, 86, svensk sångare, låtskrivare och musiker
- 13 juli – Liu Xiaobo, 61, kinesisk litteraturvetare och dissident, mottagare av Nobels fredspris 2010
- 15 juli – Martin Landau, 89, amerikansk skådespelare
- 16 juli – George A. Romero, 77, amerikansk-kanadensisk regissör och manusförfattare
- 18 juli – Max Gallo, 85, fransk författare, historiker och politiker
- 20 juli – Chester Bennington, 41, amerikansk musiker och sångare
- 21 juli – John Heard, 72, amerikansk skådespelare
- 27 juli – Sam Shepard, 73, amerikansk skådespelare och regissör
- 28 juli – Gösta Peterson, 94, svensk modefotograf
- 31 juli – Jeanne Moreau, 89, fransk skådespelare

### Augusti
- 2 augusti – Jim Marrs, 73, amerikansk journalist, författare och konspirationsteoretiker
- 5 augusti – Ernst Zündel, 78, tysk skribent, publicist och förintelseförnekare
- 8 augusti – Glen Campbell, 81, amerikansk countrysångare, gitarrist och skådespelare
- 11 augusti – Israel Kristal, 113, polsk-israelisk man, världens äldsta levande man
- 12 augusti – Nils G. Åsling, 89, svensk politiker (Centerpartiet), Sveriges industriminister 1976–1978, 1979–1982
- 20 augusti – Jerry Lewis, 91, amerikansk skådespelare och komiker
- 22 augusti – Tony deBrum, 72, marshallesisk politiker och miljöaktivist
- 26 augusti – Tobe Hooper, 74, amerikansk filmskapare
- 31 augusti – Janne ”Loffe” Carlsson, 80, svensk skådespelare och musiker

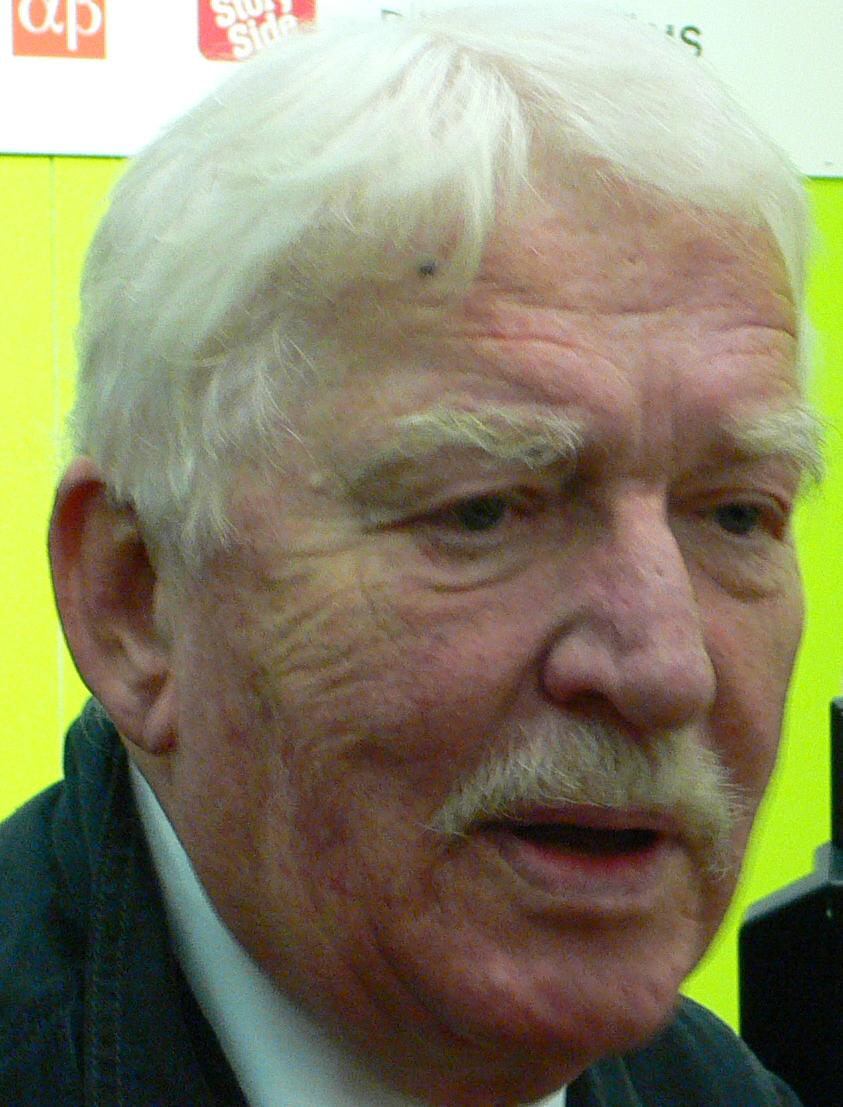
Hans Alfredson avled 10 september, han blev 86 år gammal.

### September
- 5 september
  - Nicolaas Bloembergen, 97, nederländsk-amerikansk fysiker, Nobelpristagare i fysik 1981
  - Holger Czukay, 79, tysk musiker (Can)
- 10 september – Hans Alfredson, 86, svensk regissör, skådespelare och författare
- 15 september
  - Violet Brown, 117, jamaicansk kvinna, världens äldsta person
  - Harry Dean Stanton, 91, amerikansk skådespelare
- 21 september – Liliane Bettencourt, 94, fransk affärskvinna
- 22 september – Börje Vestlund, 57, svensk politiker (Socialdemokraterna), riksdagsledamot sedan 2002
- 26 september – Annie Wegelius, 58, svensk TV-producent och programdirektör
- 27 september – Hugh Hefner, 91, amerikansk medieföretagare, grundare av tidskriften Playboy
- 29 september – Magdalena Ribbing, 77, svensk författare, journalist och folkvettsexpert

### Oktober
- 2 oktober – Tom Petty, 66, amerikansk musiker, sångare och låtskrivare
- 3 oktober – Jalal Talabani, 83, kurdisk-irakisk politiker, Iraks president 2005–2014
- 4 oktober – Liam Cosgrave, 97, irländsk politiker, Irlands taoiseach 1973–1977
- 5 oktober – Anne Wiazemsky, 70, fransk skådespelare och författare
- 8 oktober – Birgitta Ulfsson, 89, finlandssvensk skådespelare och teaterregissör
- 12 oktober – Bo Holmström, 78, svensk journalist
- 22 oktober – George Young, 70, australiensisk musiker och skivproducent
- 24 oktober
  - Fats Domino, 89, amerikansk pianist, sångare och låtskrivare
  - Inga Borg, 92, svensk konstnär och barnboksförfattare (Plupp)
- 26 oktober – Einar Andersson, 91, svensk hästsportsfotograf.
- 31 oktober – Lütfi Özkök, 94, turkisk-svensk fotograf och författare.

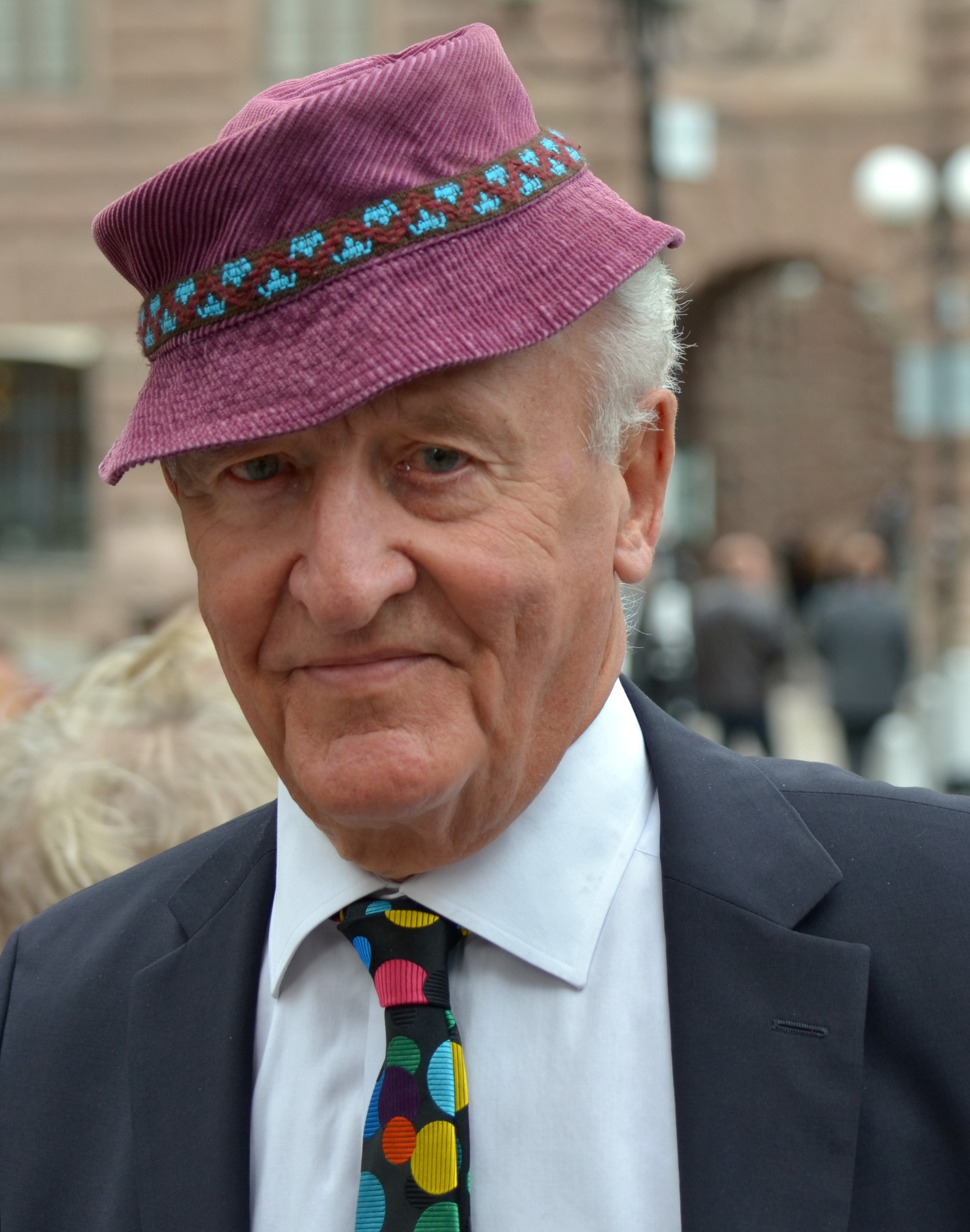
Greven och politikern Ian Wachtmeister avled 11 november, 84 år gammal.

### November
- 9 november – John Hillerman, 84, amerikansk skådespelare (Magnum)
- 10 november – Michail Zadornov, 69, rysk ståuppkomiker och författare
- 11 november – Ian Wachtmeister, 84, svensk greve, företagsledare och politiker, partiledare för Ny demokrati 1991–1994
- 15 november- Gustav Elijah Åhr, 21, amerikansk rappare och låtskrivare, även mer känd som Lil Peep
- 17 november
  - Salvatore Riina, 87, italiensk maffiaboss
  - Rikard Wolff, 59, svensk skådespelare och sångare
- 18 november – Malcolm Young, 64, australiensk musiker (AC/DC)
- 19 november
  - Charles Manson, 83, amerikansk mördare och sektledare
  - Jana Novotná, 49, tjeckisk tennisspelare
- 21 november – David Cassidy, 67, amerikansk sångare och skådespelare
- 29 november – Slobodan Praljak, 72, bosnienkroatisk politiker, militär och krigsförbrytare

### December
- 3 december – Carl Axel Petri, 88, svensk jurist och opolitiskt statsråd, justitieminister 1981–1982
- 4 december
  - Christine Keeler, 75, brittisk fotomodell
  - Ali Abdullah Saleh, 75, jemenitisk politiker, Nordjemens president 1978–1990 samt Jemens president 1990–2012
- 5 december – Mikael I av Rumänien, 96, rumänsk kunglighet, kung av Rumänien 1927–1930 och 1940–1947
- 6 december – Johnny Hallyday, 74, fransk rocksångare och skådespelare.
- 10 december – Charles Marvin Green, 67, amerikansk internetpersonlighet.
- 17 december – Kjell Grede, 81, svensk regissör och manusförfattare.
- 18 december – Kim Jong-Hyun, 27, sydkoreansk popsångare och medlem av pojkbandet SHINee.
- 26 december
  - Johnny Bower, 93, kanadensisk ishockeyspelare
  - Tuija Lindström, 67, finsk-svensk fotograf

## Nobelpris
- Nobelpriset i fysiologi eller medicin – Jeffrey C. Hall, Michael Rosbach, Michael W. Young (samtliga USA)
- Nobelpriset i fysik – Rainer Weiss, Barry Barish, Kip Thorne (samtliga USA)
- Nobelpriset i kemi – Jacques Dubochet (Schweiz), Joachim Frank (USA), Richard Henderson (Storbritannien)
- Nobelpriset i litteratur – Kazuo Ishiguro (Storbritannien)
- Nobels fredspris – International Campaign to Abolish Nuclear Weapons (ICAN)
- Nobelpriset i ekonomi – Richard Thaler (USA)